# Anurogryllus muticus
Anurogryllus muticus är en insektsart som först beskrevs av De Geer 1773.  Anurogryllus muticus ingår i släktet Anurogryllus och familjen syrsor.

## Underarter
Arten delas in i följande underarter:
- A. m. muticus
- A. m. caraibeus